# Ystwyth
Ystwyth je řeka ve Walesu, dlouhá 33 km. Pramení v Kambrickém pohoří a teče hrabstvím Ceredigion k západu a severozápadu. Ve městě Aberystwyth se vlévá do Cardiganského zálivu Irského moře a vytváří společný estuár s řekou Rheidol.
Údolí řeky je nazýváno „malé Švýcarsko“ a vyhledáváno turisty díky malebné lesnaté krajině a možnostem rybolovu (hojný je zde pstruh obecný mořský). Nacházejí se v něm starobylé vesnice Ysbyty Ystwyth, Pont-rhyd-y-groes a Llanfarian a statek Hafod Uchtryd, jemuž vtiskl originální podobu krajinný architekt Thomas Johnes.
V povodí Ystwythu se již v římských dobách těžilo stříbro, olovo a zinek. Doly byly uzavřeny počátkem dvacátého století, v řece se však stále nachází stopové množství kovů. Nejvýznamnější důl se zachoval nedaleko vesnice Cwmystwyth a byl zapsán na seznam Scheduled Monuments. V roce 2002 zde byl objeven ozdobný zlatý kotouč z doby kultury se zvoncovitými poháry.